# Smidstrup Sogn
Smidstrup Sogn ist ein Kirchspiel (dän.: Sogn) im südlichen Dänemark. Bis 1970 gehörte sie zur Harde Holmans Herred im damaligen Vejle Amt, danach zur Børkop Kommune im erweiterten Vejle Amt, die im Zuge der  Kommunalreform zum 1. Januar 2007 in der „neuen“  Vejle Kommune in der Region Syddanmark aufgegangen ist. Postalisch gehört Smidstrup weder zu Vejle, noch zum früheren Kommunenzentrum Børkop, sondern zum südlich gelegenen Fredericia in der gleichnamigen Kommune.
Im Kirchspiel leben 1753 Einwohner, davon 827 im Kirchdorf (Stand:1. Januar 2023). Im Kirchspiel liegt die Kirche „Smidstrup Kirke“.
Nachbargemeinden sind im Norden Højen Sogn, im Nordosten Skærup Sogn und im Osten Gauerslund Sogn, ferner in der südöstlich gelegenen Fredericia Kommune im Osten Pjedsted Sogn und im Südosten Herslev Sogn, sowie in der südwestlich gelegenen Kolding Kommune im Süden Sønder Vilstrup Sogn und im Westen Viuf Sogn.